# キャウトハーネ駅
キャウトハーネ駅（キャウトハーネえき、トルコ語: Kâğıthane İstasyonu）はトルコのイスタンブールキャウトハーネ区にある、イスタンブール地下鉄M7号線とM11号線の駅。

## 歴史
- 2020年10月28日 - M7号線の駅が開業[1]。
- 2022年7月15日 - M7号線の深夜運転開始。土曜と日曜のみの0時30分から5時30分の間、30分おきの発着で、料金は通常の2倍[2]。この運行時間は出口1と出口2のみ解放される[3]。
- 2023年1月22日 - M11号線の駅が開業[4][5]。

## 駅構造
M7号線は相対式ホーム2面2線の地下駅、M11号線は島式ホーム1面2線の地下駅。両ホームともにホームドアを装備する。
M7号線とM11号線の駅は230m離れており、地上乗り換えとなる。

### のりば
| ヌルテペ ↑ 1 ⇌ \| ⇌ 2 ↓ チャーラヤン |      |         |                                        |
| 1                                    | 東行 | M7号線  | ユルドゥズ方面                         |
| 2                                    | 西行 | M7号線  | アリベイキョイ・マフムットベイ方面     |
| ↓ ハスダル ↑ \| ⇌ 1 2 ⇌ \|           |      |         |                                        |
| １・2                                | 北行 | M11号線 | イスタンブール空港、貨物ターミナル方面 |

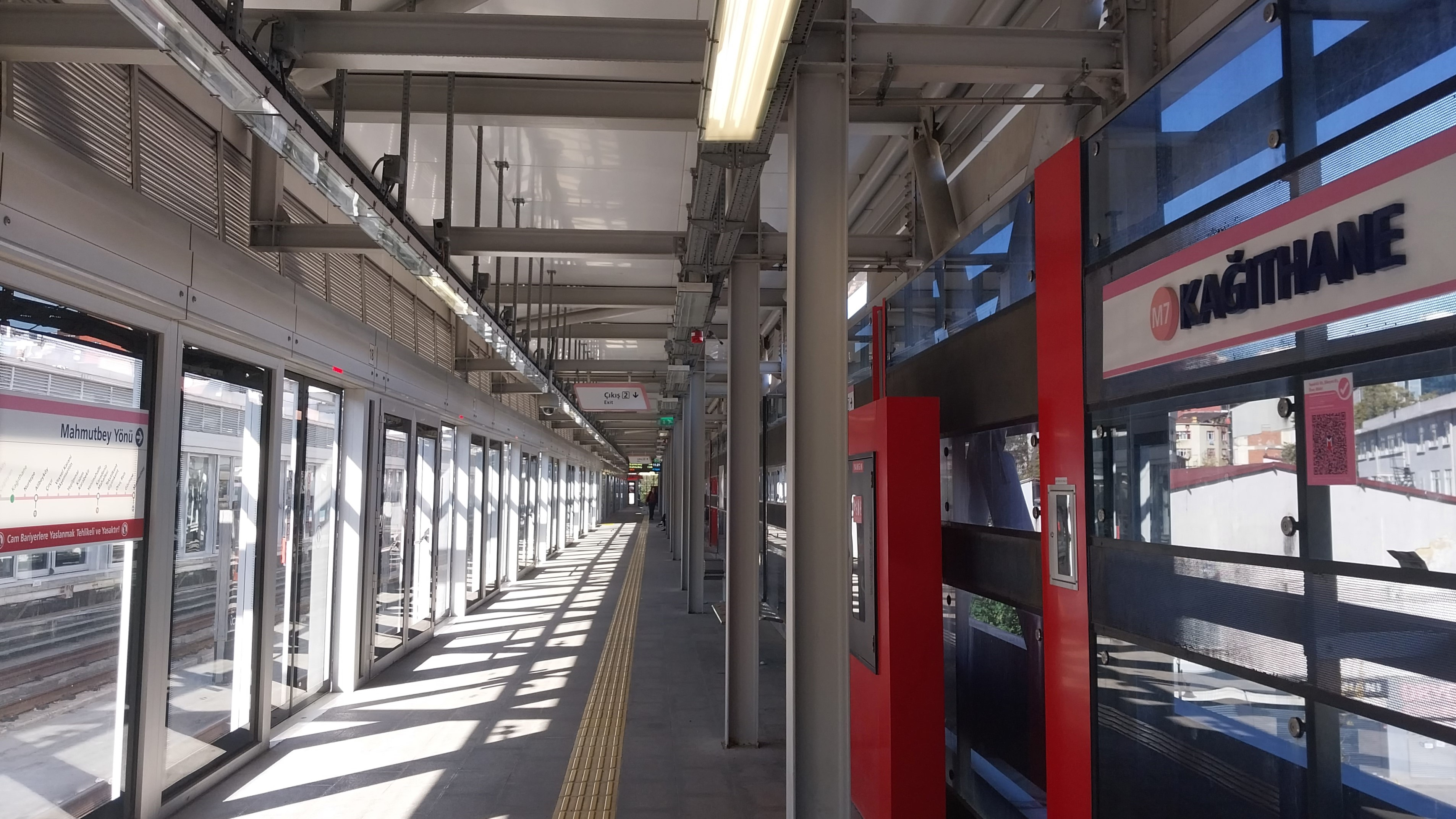
M7号線ホーム
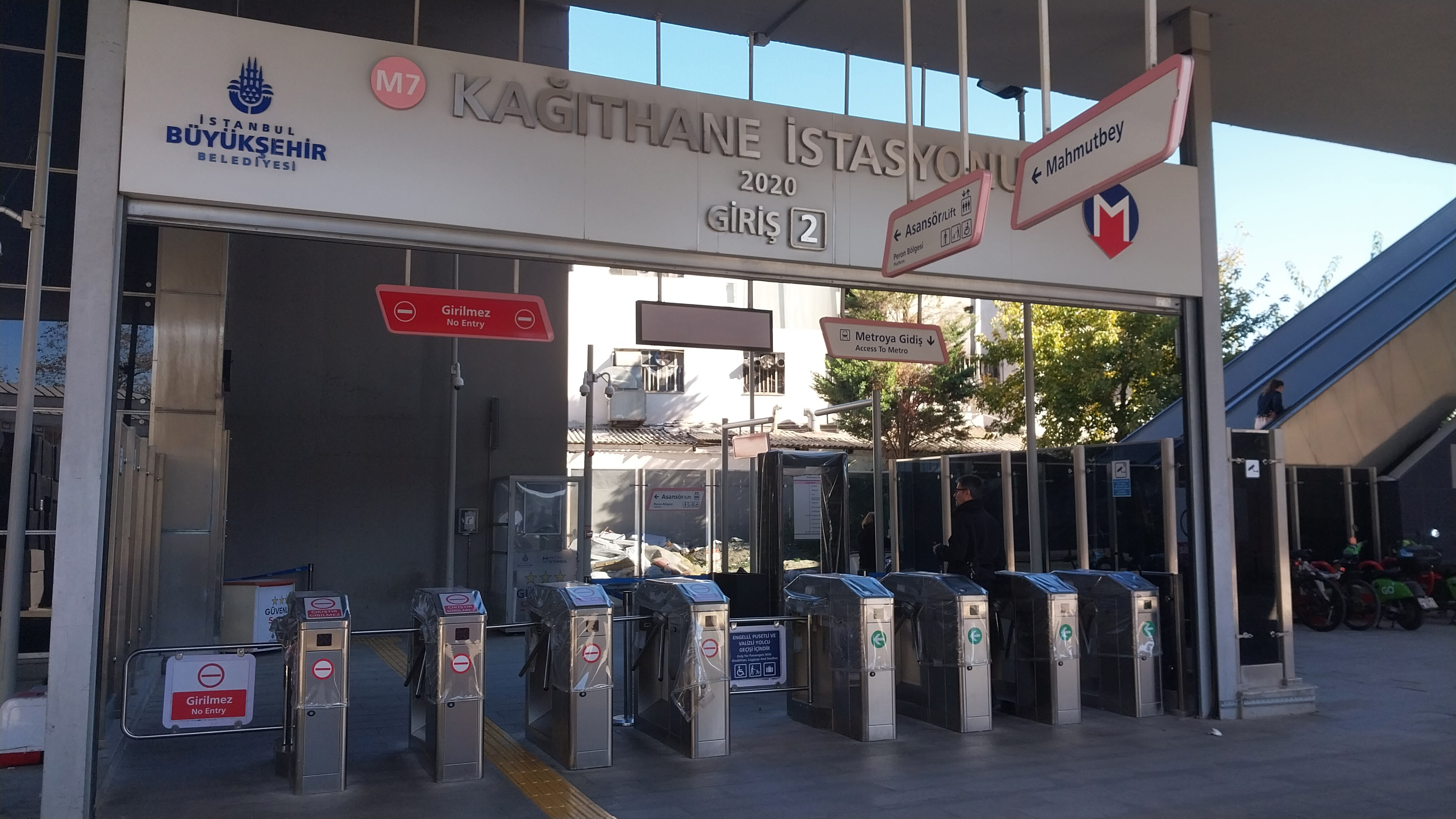
M7号線改札口
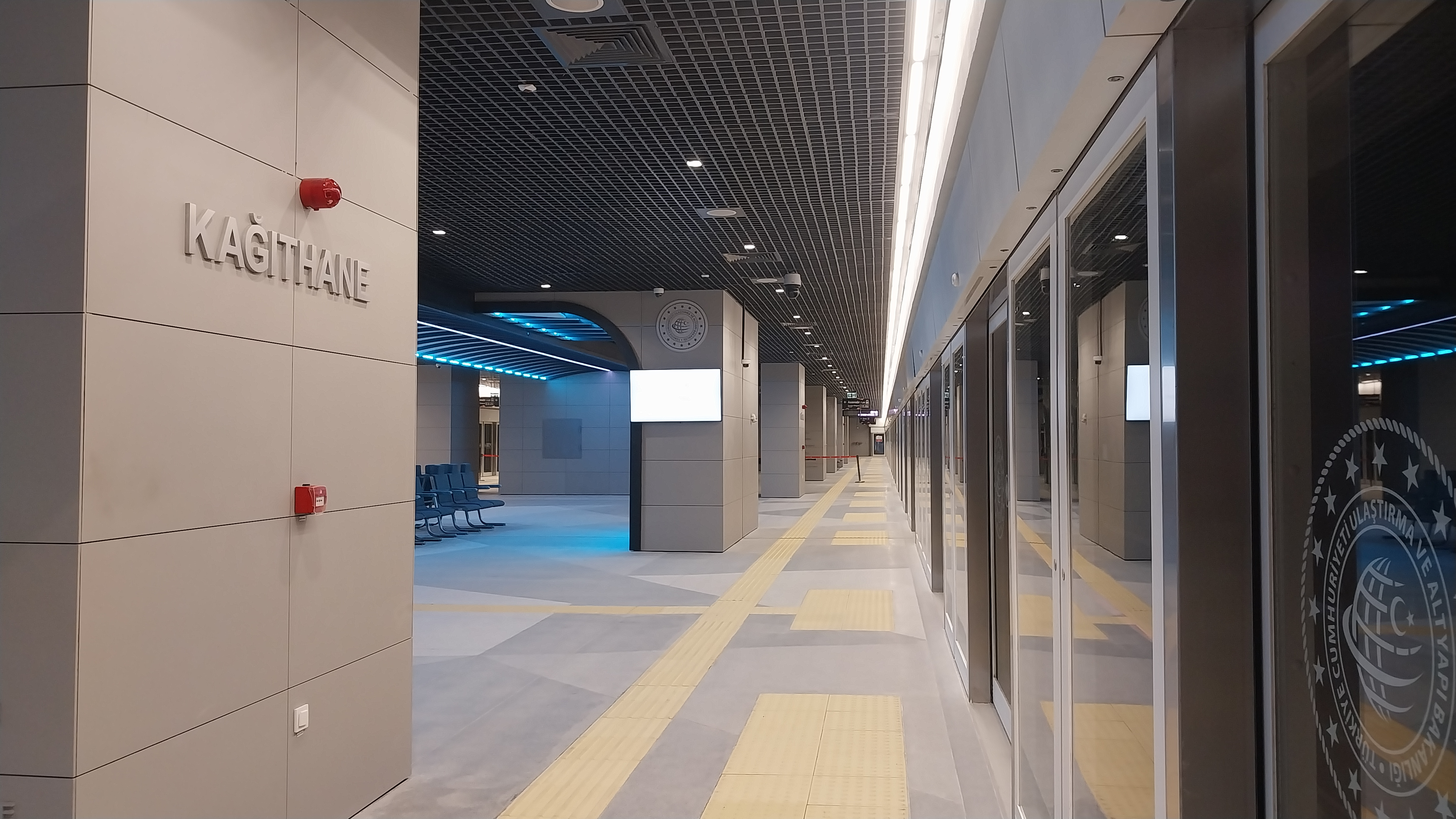
M7号線ホーム
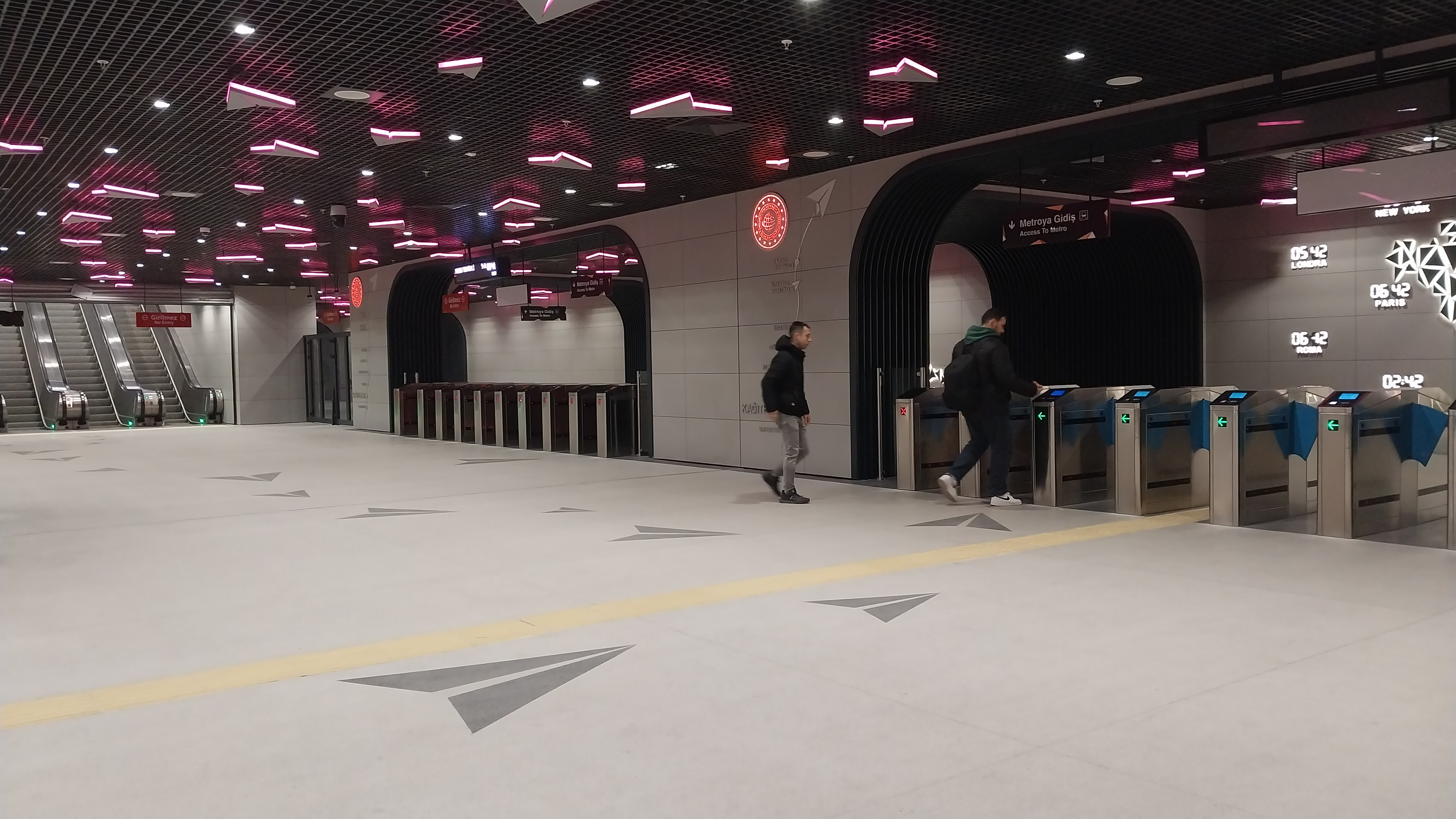
M11号線改札口

## 駅周辺
- キャウトハーネ地区人口局
- キャウトハーネ結婚式場
- キャウトハーネモスク（トルコ語版）
- キャウトハーネ文化センター
- ハスバフチェ保養地
- イスタンブール市立劇場（トルコ語版） サダバドステージ（トルコ語版）
- イスタンブール市立劇場（トルコ語版） ケマル・リトル・チルドレン・シアター・ステージ（トルコ語版）
- チェンデレ通り
- 聖なる泉への道
- アクシスAVM
- ダイェ・ハトゥン・モスク
- サーダーバード警察署
- サマルカンド・モスク
- キャウトハーネDAP ビル
- ケント大学
- プロフィロ職業技術アナトリア高校

## 隣の駅
イスタンブール地下鉄
 M7号線
チャーラヤン駅 - キャウトハーネ駅 - ヌルテペ駅
 M11号線
キャウトハーネ駅 - ハスダル駅